# Pas pour moi
Pas pour moi – singiel szwajcarskiej piosenkarki Danieli Simmons napisany przez Atillego  Şereftuğa i Nellę Martinetti i wydany w 1986 roku.
W 1986 roku utwór wygrał finał szwajcarskich eliminacji eurowizyjnych po zdobyciu największego poparcia jurorów, dzięki czemu został wybrany na propozycję reprezentującą Szwajcarię w 31. Konkursie Piosenki Eurowizji organizowanym w Bergen. 3 maja został zaprezentowany przez Simmons w finale widowiska i zajął ostatecznie drugie miejsce ze 140 punktami na koncie, w tym m.in. z maksymalnymi notami 12 punktów z Belgii, Izraela, Luksemburga, Szwecji i Holandii.
Oprócz francuskojęzycznej wersji singla, piosenkarka nagrał utwór także w języku angielskim („Candlelight”), niemieckim („Geh nicht vorbei”) i niderlandzkim.

## Lista utworów
CD single
1. „Pas pour moi” – 2:38
2. „Candlelight” (English Version) – 2:38